# 四眼井岩画
四眼井岩画，位于宁夏回族自治区吴忠市青铜峡市广武乡口四眼井，是中华人民共和国宁夏回族自治区文物保护单位之一。
2005年9月15日，授予宁夏回族自治区文物保护单位，是一座石窟寺及石刻。